# Resolució 766 del Consell de Seguretat de les Nacions Unides
La Resolució 766 del Consell de Seguretat de les Nacions Unides, fou adoptada per unanimitat el 21 de juliol de 1992. Després de recordar resolucions 668 (1990), 717 (1991),  718 (1991) i 728 (1992) i 745 (1992), el Consell va reconèixer i va expressar la seva preocupació per les dificultats experimentades per l'Autoritat Transitòria de les Nacions Unides a Cambodja (UNTAC) en la implementació d'un acord polític a Cambodja signat a la Conferència de París el 23 d'octubre de 1991.
El Consell va lamentar les contínues violacions de l'alto el foc a Cambodja, demanant a totes les parts que cessin de les hostilitats immediatament i que ajudessin a la identificació de mines terrestres i en altres zones. Al mateix temps, va condemnar la negativa del Partit de la Kamputxea Democràtica a permetre el desplegament de la UNTAC a les àrees sota el seu control, i va instar que ho fes, de manera que la segona fase del pla de les Nacions Unides pugui aplicar-se plenament. Reafirmà el compromís de la comunitat internacional amb el procés polític de la UNTAC, insta a totes les parts a respectar la seva naturalesa pacífica i als Estats membres a prestar assistència a l'Autoritat.
La resolució també va demanar al Secretari General Boutros Boutros-Ghali que accelerés el desplegament de components civils, especialment els que participaven en la supervisió i el control de les estructures administratives. Pel que fa a la manca de cooperació del Partit de la Kamputxea Democràtica, el Consell va declarar que els beneficis de l'assistència internacional només s'aplicaran a les parts que compleixin les seves obligacions en virtut dels acords de París. Tanmateix, en el seu informe, el secretari general va reconèixer que el procés de acantonament dels soldats de Cambodja no podia realitzar-se plenament amb el suport de només tres faccions.